# Mándok
Mándok  este un oraș în districtul Záhony, județul Szabolcs-Szatmár-Bereg, Ungaria, având o populație de 4.441 de locuitori (2011). 

## Demografie
Componența etnică a orașului Mándok
     Maghiari (94,4%)
     Romi (4,39%)
     Necunoscut (0,19%)
     Alții (1,02%)
Componența confesională a orașului Mándok
     Reformați (46,84%)
     Romano-catolici (17,11%)
     Greco-catolici (8,87%)
     Necunoscută (26,28%)
     Alte religii (1,87%)
Conform recensământului din 2011, orașul Mándok avea 4.441 de locuitori. Din punct de vedere etnic, majoritatea locuitorilor (94,4%) erau maghiari, cu o minoritate de romi (4,39%). Apartenența etnică nu este cunoscută în cazul a 0,19% din locuitori. Nu există o religie majoritară, locuitorii fiind reformați (46,84%), romano-catolici (17,11%) și greco-catolici (8,87%). Pentru 26,28% din locuitori nu este cunoscută apartenența confesională.